# 蒙圣马丹
蒙圣马丹（法語：Mont-Saint-Martin，法語發音：[mɔ̃ sɛ̃ maʁtɛ̃] ⓘ）是法国默尔特-摩泽尔省的一个市镇，位于该省北部，和卢森堡、比利时两国交界，属于布里埃区。蒙圣马丹因特殊的地理位置而成为重要的工商业口岸。

## 地名
法语人名在日常人名译名以及《世界人名翻譯大辭典》、《法语姓名译名手册》等主流人名译名类书籍资料中多译作“马丁”，不过在《世界地名翻译大辞典》、《世界地名译名词典》和《法国地图册》等主流地名译名类书籍资料中多译作“马丹”。

## 地理
蒙圣马丹（49°32'26"N, 5°46'46"E）面积8.8 平方千米，位于法国大東部大區默尔特-摩泽尔省，该省份为法国东北部内陆省份，是洛林的一部分，北邻比利时、卢森堡，北起顺时针与摩泽尔省、下莱茵省、孚日省和默兹省接壤。
与蒙圣马丹接壤的市镇（或旧市镇、城区）包括：佩唐日、欧邦日、科讷和罗曼、隆拉维尔、隆维。
蒙圣马丹的时区为UTC+01:00、UTC+02:00（夏令时）。

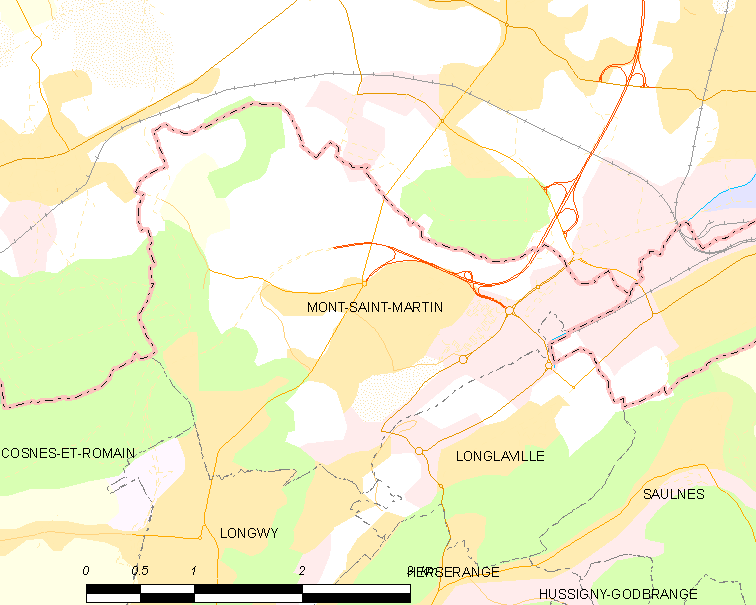
蒙圣马丹的OSM定位图

## 行政
蒙圣马丹的邮政编码为54350，INSEE市镇编码为54382。

## 政治
蒙圣马丹所属的省级选区为蒙圣马丹县。

## 人口

1962-2008年间蒙圣马丹人口变化图示

蒙圣马丹于2022年1月1日时的人口数量为9282人。